# 8635 Yuriosipov
8635 Yuriosipov (1985 PG2) là một tiểu hành tinh vành đai chính được phát hiện ngày 13 tháng 8 năm 1985 bởi N. S. Chernykh ở Đài vật lý thiên văn Crimean.